# Podomí
Podomí är en ort i Tjeckien.   Den ligger i regionen Södra Mähren, i den östra delen av landet, 190 km öster om huvudstaden Prag. Podomí ligger 530 meter över havet och antalet invånare är 416.
Terrängen runt Podomí är platt åt nordväst, men åt sydost är den kuperad. Runt Podomí är det ganska tätbefolkat, med 129 invånare per kvadratkilometer. Närmaste större samhälle är Vyškov, 14,1 km sydost om Podomí. I omgivningarna runt Podomí växer i huvudsak blandskog.